# Rebekah Keat
Rebekah Keat (Albury, 20 de febrero de 1978) es una deportista australiana que compitió en triatlón. Ganó una medalla de bronce en el Campeonato de Oceanía de Triatlón de 2002, y una medalla de plata en el Campeonato Mundial de Triatlón de Larga Distancia de 2009.

## Palmarés internacional
| Campeonato de Oceanía | Campeonato de Oceanía      | Campeonato de Oceanía | Campeonato de Oceanía |
| Año                   | Lugar                      | Medalla               | Prueba                |
| --------------------- | -------------------------- | --------------------- | --------------------- |
| 2002                  | Queenstown (Nueva Zelanda) | Medalla de bronce     | Individual            |

| Campeonato Mundial | Campeonato Mundial | Campeonato Mundial | Campeonato Mundial |
| Año                | Lugar              | Medalla            | Prueba             |
| ------------------ | ------------------ | ------------------ | ------------------ |
| 2009               | Perth (Australia)  | Medalla de plata   | Individual         |